# بلاند ردهد
بلاند ردهد (به انگلیسی: Blonde Redhead)، یک بند آلترناتیو راک آمریکایی است که اعضای آن کازو ماکینو (خوانندگی، کیبورد/گیتار ریتم) و برادران دوقولو، سیمون و آمدئو پیس (درام/کیبرد و گیتار/کیبرد/خوانندگی، به ترتیب) می‌باشند و در سال ۱۹۹۳ در نیویورک آغاز به کار کردند.